# Luisa Laschi
Luisa Laschi, född i Florens cirka 1760, död 1790, var en italiensk operasångare. Hon är känd som den första artist som gjorde rollen av Rosina Almaviva i Figaros bröllop av Mozart på dess urpremiär i Wien 1 maj 1786.
Luisa Laschi var dotter till de italienska operasångarna Filippo Laschi och Anna Maria Querzoli, och gifte sig med sin kollega Domenico Mombelli. Hennes första kända uppträdande ägde rum i Blogna och Vicenza 1782. Mellan 1784 och 1789 var hon aktiv i Wien.     